# Староконстантиновски замък
Староконстантиновският замък (на украински: Старокостянтинівський замок) или Замъкът на князите Острожки, е отбранително укрепление, издигнато през 16 век от Константин Острожки на територията на едноименния град в днешна Украйна. Заведен в Държавния регистър на културните паметници на Украйна под номер 765/0.

## История
През 1561 г. княз Константин-Василий Острожки основава замъка и град Константинов. През 1571 г. строителството на замъка е завършено. Татарите никога успяват да превземат замъка по време на набезите си във Волиния.
През 1648 г. украинската казашка войска превзема замъка с щурм. В селището се формира Староконстантиновската сотня на Волинския полк. На 26 юни 1649 г. хетманът на Украйна Богдан Хмелницки посещава замъка. С течение на времето, попадайки в пограничните земи на украинската държава и Жечпосполита, Староконстантинов претърпява постоянна разруха в резултат на войните, които продължават между тези държави. През 1673 г. в замъка се намира украинският казашки гарнизон на Петро Дорошенко. По време на кампанията на Ибрахим Сатана срещу Лвов през 1675 г. турската армия се опитва да превземе замъка, но не успява.

## Описание на замъка
Замъкът е разположен на нос, образуван при сливането на реките Случ и Икопоти. Запазени са дворец с отбранителна кула (донжон) в югоизточната част и църквата на замъка в източната част, камбанария, порта на север от двореца, частично запазени са стените на замъка. Последователността на строителството е следната: отбранителната кула с донжона, църквата на замък (построена като отбранителна конструкция), отбранителна стена, дворец. Основната работа е извършена в периода 1561 – 1571 г., сградите във вътрешната част на замъка – в началото на 17 век.
Откъм сушата замъкът е бил защитен с ров, запълнен с вода от реките, и земен вал с каменна стена с дебелина 1,5 метра и височина 5,8 метра. Според описанията, замъкът е имал пет кули, свързани със стена. Входните порти са били двуетажни, с четирискатен покрив. Пред портата е имало подвижен мост.
Църквата е изградена от камък и тухли, покрита с глазирани плочки, еднокорабна, едноапсидна. От страната на реката към църквата е прикрепена ризница с бойници. Понастоящем се ползва от Украинската православна църква (Киевска патриаршия).
- Отбранителна кула
- Портретна галерия на рода на князете Острожки
- Църквата Света Троица
- Етнографска зала в приземния етаж на двореца
- Входна порта